# Casa Doctor Vinyes
La Casa Doctor Vinyes o Can Peix es una obra del municipio de Anglés (provincia de Gerona, Cataluña, España) incluida en el Inventario del Patrimonio Arquitectónico de Cataluña. El Doctor Ramón Vinyes era el presidente del Centro Catalanista de Anglés.

## Descripción
Se trata de un edificio de planta irregular que consta de planta baja, primer piso y altillo. Aunque se observan varios niveles de cubiertas, en esencia el inmueble está cubierto por un tejado a dos aguas de vertientes a fachada. Destacar en este sector la presencia de un alero muy acentuado, el cual sobresale y emerge bastante respecto a la fachada.
El inmueble se encuentra claramente asociado a los postulados novecentistas como así lo acreditan diversas soluciones formales y ornamentales repartidas especialmente por toda la fachada principal: desde las ménsulas de piedra las que sobresalen del muro y que contienen tanto el nombre del edificio como motivos pisciformes; pasando por la creación de numerosos juegos estético-visuales, mediante la combinación de varios elementos como el cromatismo verde-que rompen la uniformidad del revoque; hasta llegar al gusto por las formas onduladas y curvadas de las ventanas.
Se puede inscribir dentro de la corriente modernista de influencia europea, como la mayor parte de la obra de Rafael Masó durante la primera década del siglo XX.